# Tribulocarpus
Tribulocarpus là chi thực vật có hoa trong họ Aizoaceae.